# Aeroportul New Plymouth
Aeroportul New Plymouth (IATA: NPL, ICAO: NZNP) este un aeroport din New Plymouth District⁠(d), Taranaki⁠(d), Noua Zeelandă ce deservește zona New Plymouth. Aeroportul a fost tranzitat în 2019 de 455.000 de pasageri.
Situat la o altitudine de 30 m, aeroportul dispune de o singură pistă. Este operat de New Plymouth District⁠(d).